# Lophoptera saturatior
Lophoptera saturatior là một loài bướm đêm trong họ Noctuidae.